# Zoltán Mucsi
Zoltán Mucsi (ur. 8 września 1957 w Budapeszcie) – węgierski aktor. W 2004 roku otrzymał Nagrodę Główną Węgierskiej Akademii Filmowej za najlepszego aktora drugoplanowego w filmie Kontrolerzy.
Jest żonaty z aktorką Andrea Moldovai Kiss, z którą ma troje dzieci.

## Przed kamerą
- Hatásvadászok (1983)
- Kicsi, de nagyon erős (1989) - Juszuf
- Tutajosok (1989)
- Kochana Emmo, droga Bobe (Édes Emma, drága Böbe - vázlatok, aktok, 1992) - Szilárd
- Roncsfilm (1992) - Kapa
- Visszatérés (1999)
- Nekem lámpást adott kezembe az Úr, Pesten (1999) - Kapa
- Gengszterfilm (1999) - H.Gábor
- Anyád! A szúnyogok (2000) - Kapa
- Utolsó vacsora az Arabs Szürkénél (2001) - Kapa
- Nexxt (2001) - Kicsi Alex
- Hamvadó cigarettavég (2001) - Reżyser filmowy
- Kelj fel, komám, ne aludjál (2002) - Kapa
- Sobri (2002) - Imre
- Legkisebb film a legnagyobb magyarról, avagy ha nincs kéz nincs csoki (2002) - Kapa
- Kontrolerzy (Kontroll, 2003) - Profesor
- Pieśni Róży (A Rózsa énekei, 2003) - Nazista
- Argo (2004) - Transporter
- A Mohácsi vész (2004) - Kapa
- Egy szoknya, egy nadrág (2005)
- Romazsaru (2006)
- Overnight (2007)